# Георг I фон Кастел
Георг I фон Кастел (на немски: Georg I fon Castell; * 28 март 1467 † 1506) от род Кастел е от 1498 г. до смъртта си владетел на графство Кастел.

## Произход и управление
Той е най-възрастният син на граф Фридрх IV фон Кастел († 1498) и съпругата му Елизабет фон Райтценщайн († 1498/1502), дъщеря на Томас III фон Райтценщайн († 1465) и Елизабет фон Люхау († 1453). Той управлява графството заедно с братята си Йохан, Фридрих V и Волфганг I.